# Мечеть Міхрімах-султан (Ускюдар)
Мечеть Міхрімах-султан (тур. Mihrimah Sultan Camii) або Мечеть Іскеле (тур. İskele Camii) — мечеть у Стамбулі, розташована в районі Ускюдар. Свою другу назву отримала через розташування поруч з поромним причалом (тур. İskele — пристань, причал). Мечеть була споруджена в 1548 році за розпорядженням султани Міхрімах — дочки султана Сулеймана I Пишного та Роксолани. Проєкт мечеті був розроблений османським архітектором Сінаном. Окрім самої мечеті до складу комплексу також входили медресе, мектеб, лікарня, імарет (кухня) та караван-сарай.

## Галерея

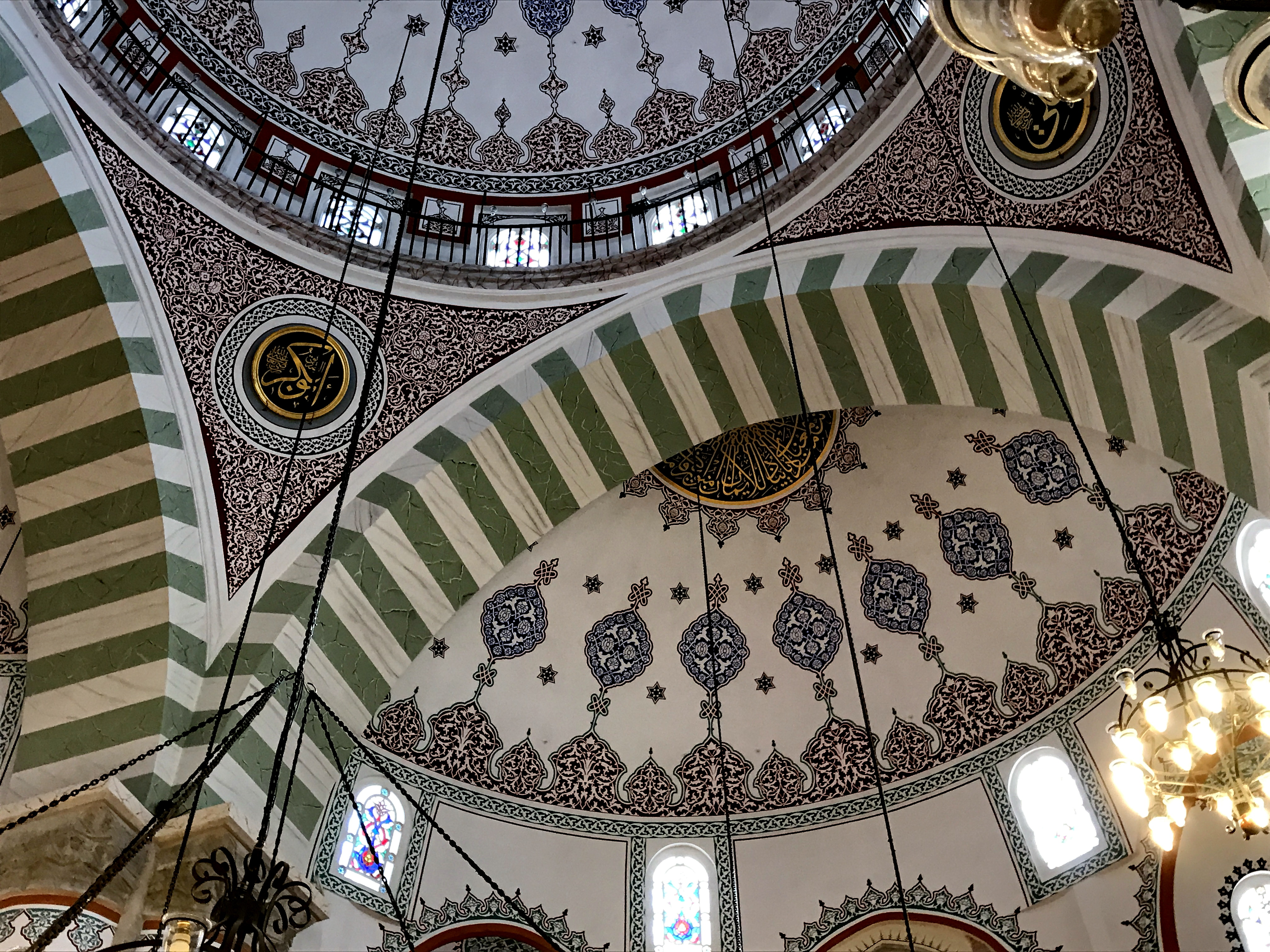
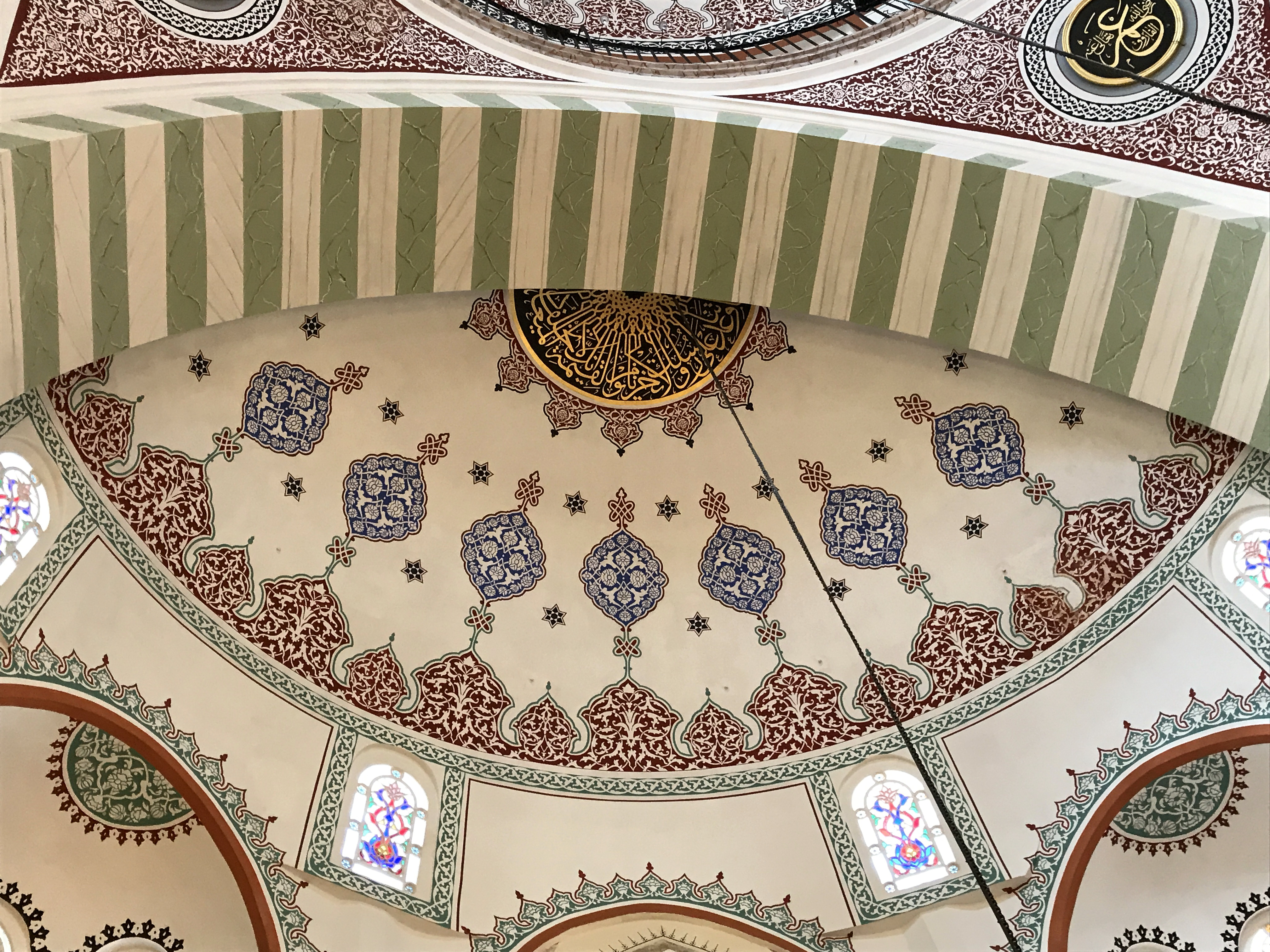
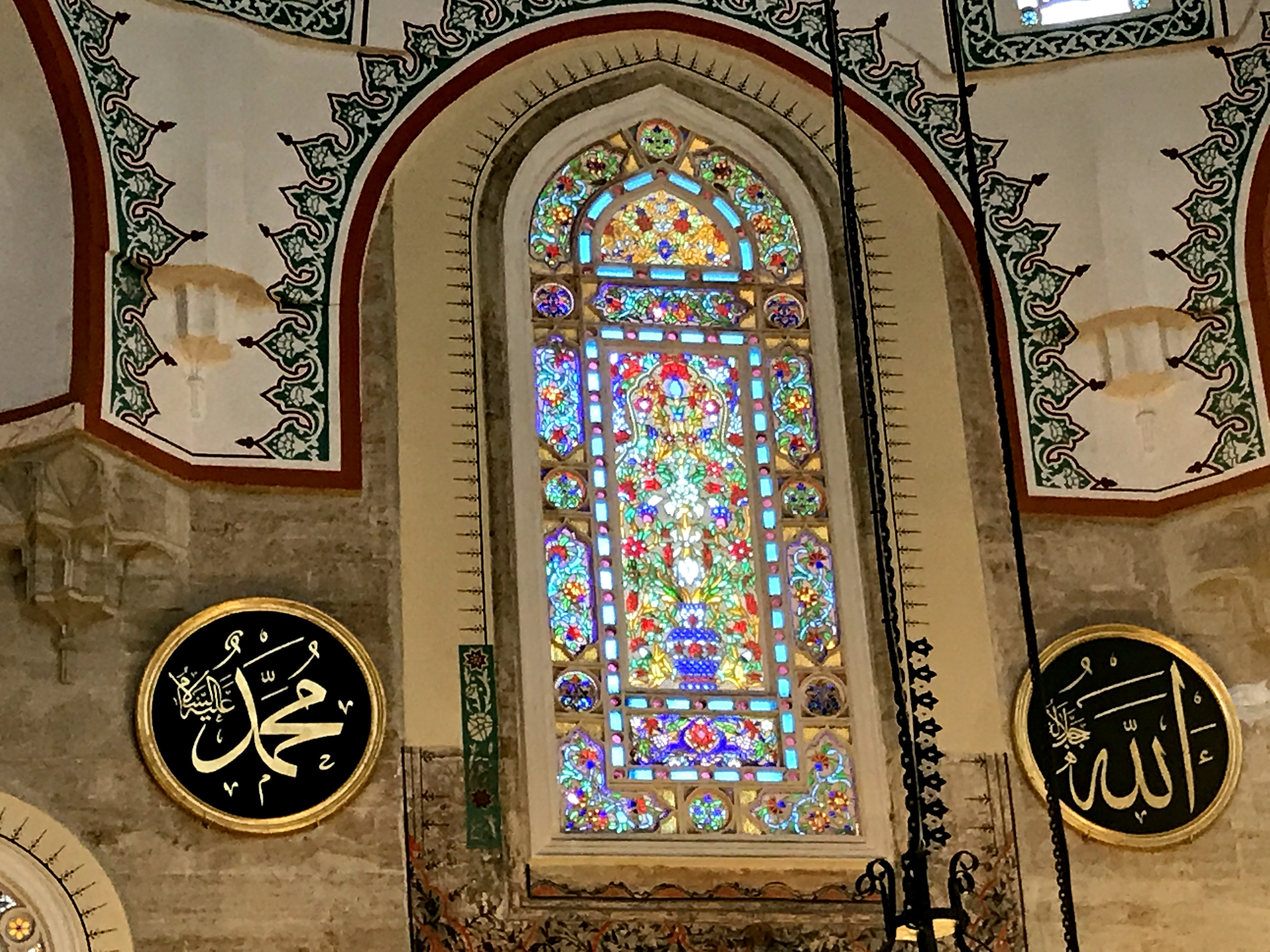
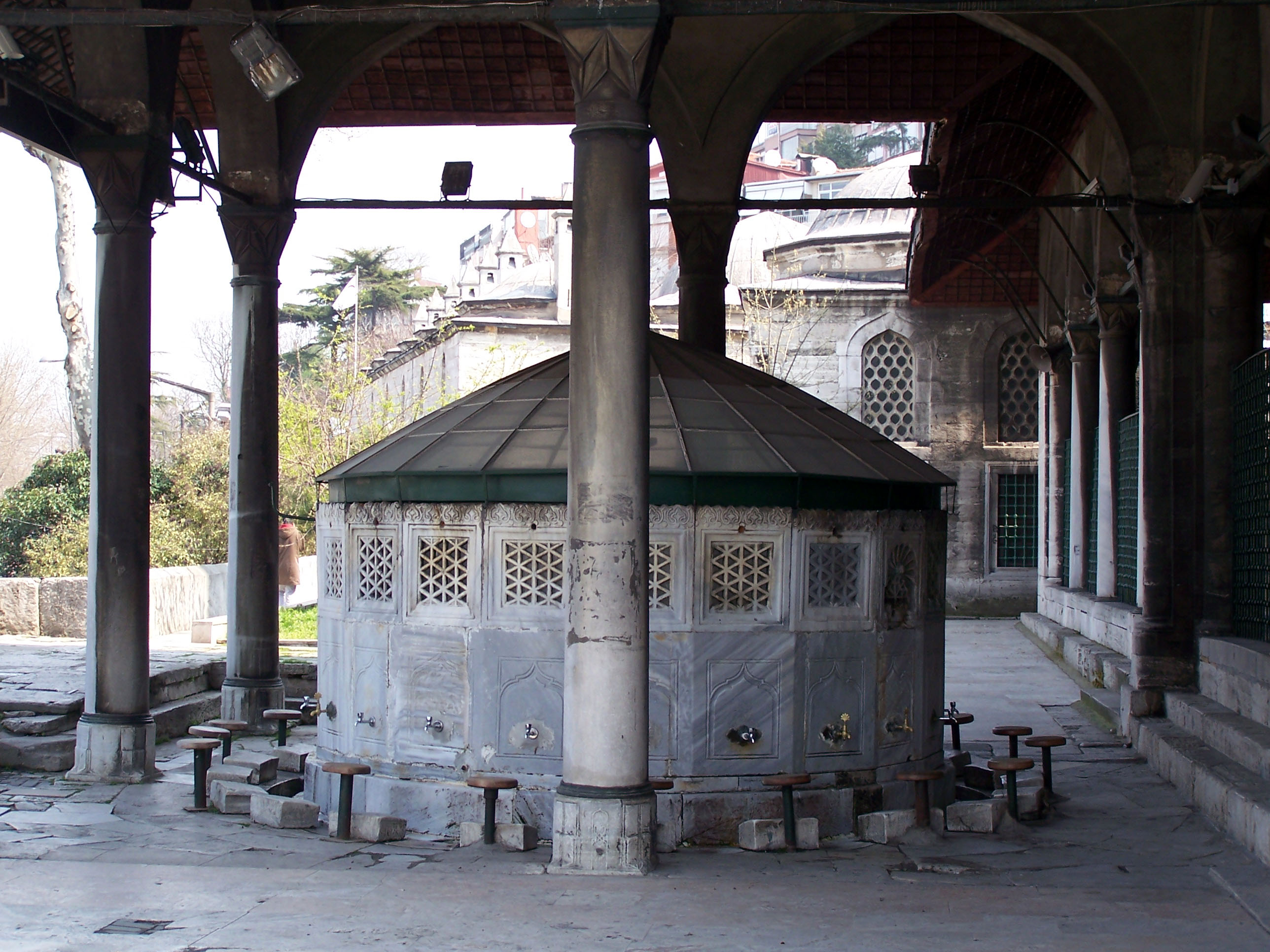
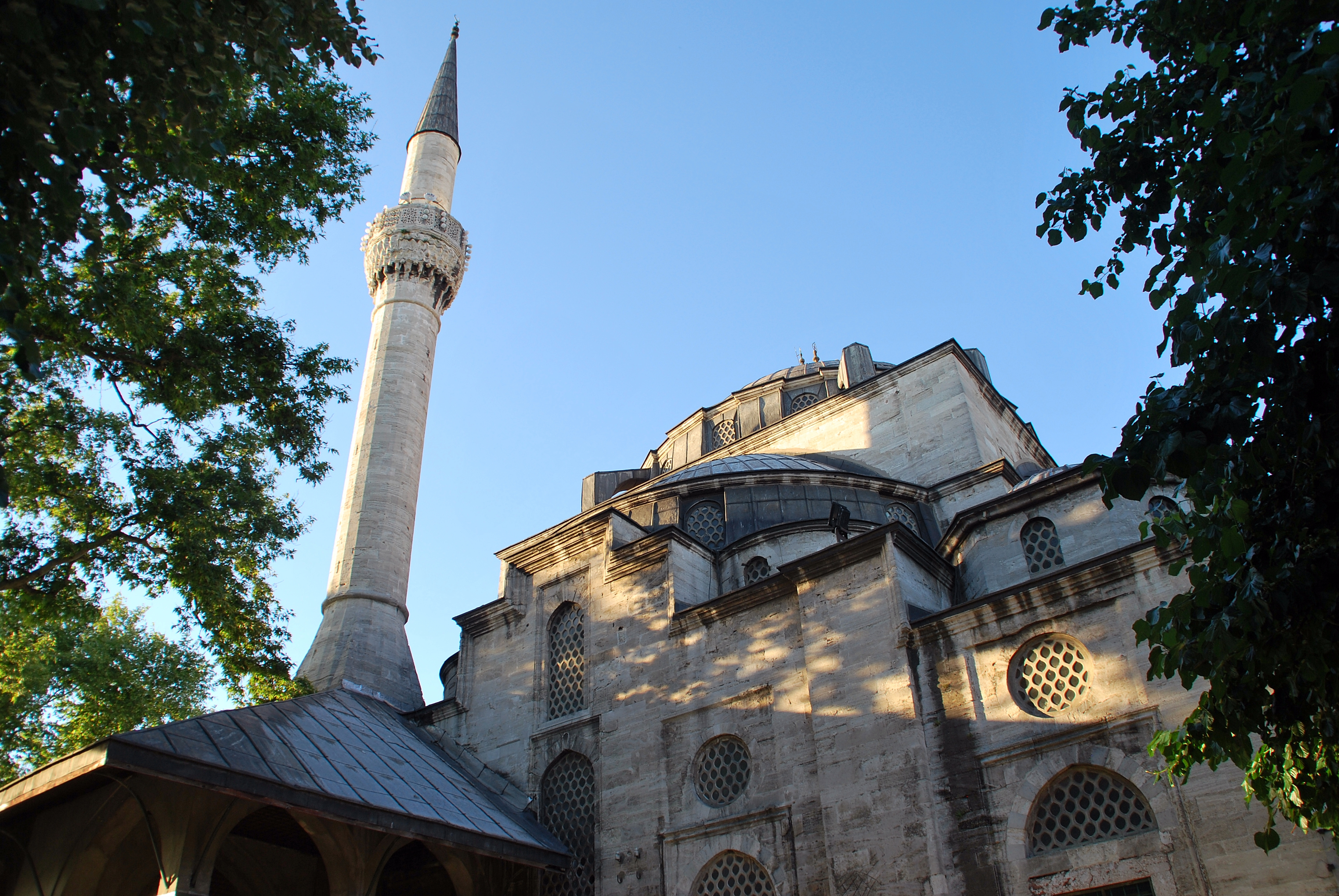

1. ↑  Necipoğlu, 2005, с. 301.